# Concile de Pise (1511)
Cet article concerne le concile de 1511. Pour celui de 1135, voir Concile de Pise (1135). Pour celui de 1409, voir Concile de Pise (1409).

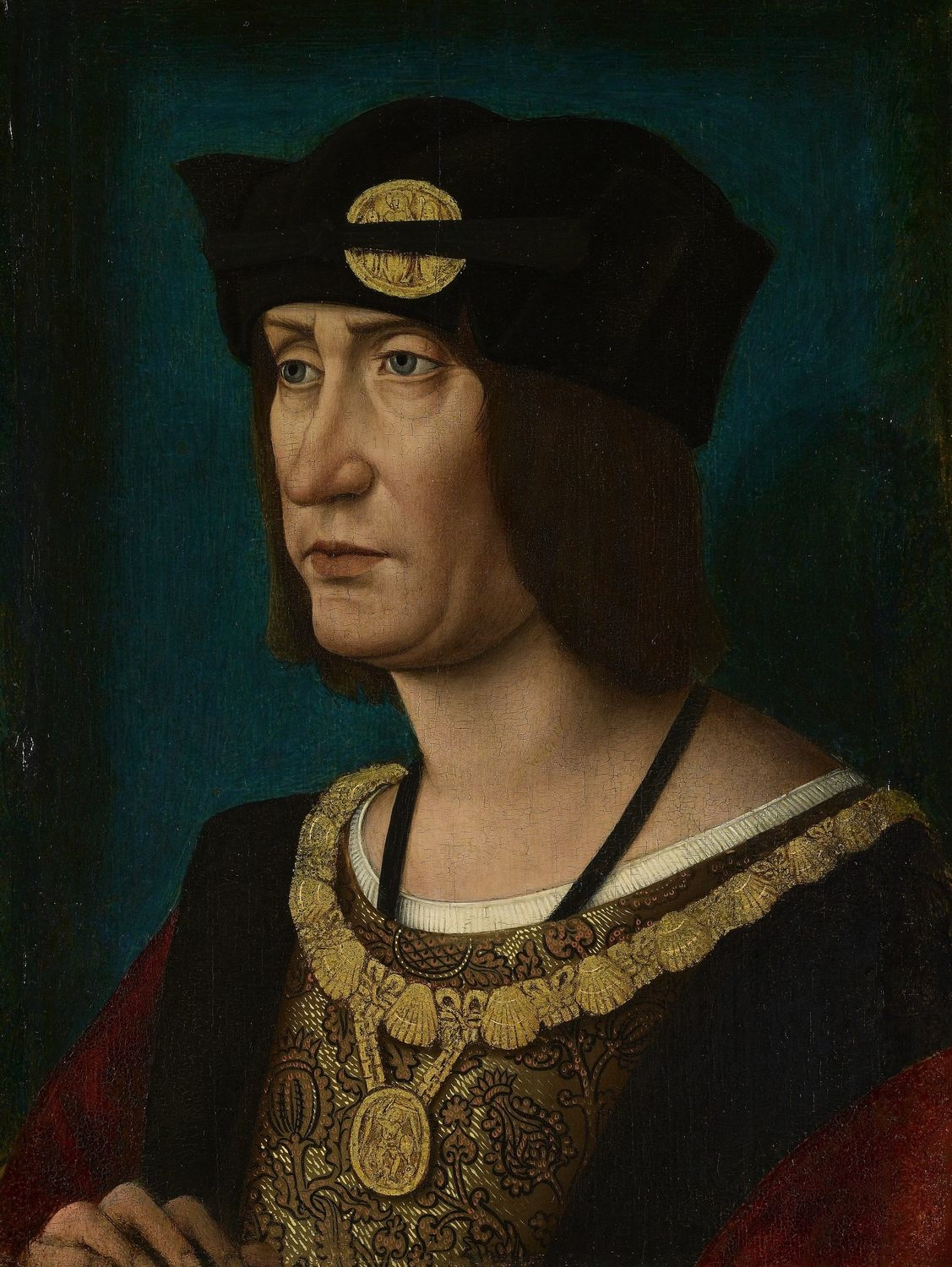
Le roi de France Louis XII.

Le concile schismatique de Pise se réunit le 1er novembre 1511, à l'initiative de Louis XII, dans le but de déposer le pape Jules II qui est en rivalité avec le roi de France pour des motifs de politique italienne. Confrontée à l'hostilité de la population, l'assemblée doit se déplacer de Pise à Milan, puis à Asti et enfin à Lyon. Entre-temps, Jules II riposte en convoquant le cinquième concile du Latran, qui s'ouvre le 3 mai 1512.

## Contexte

### Guerre de la Ligue de Cambrai

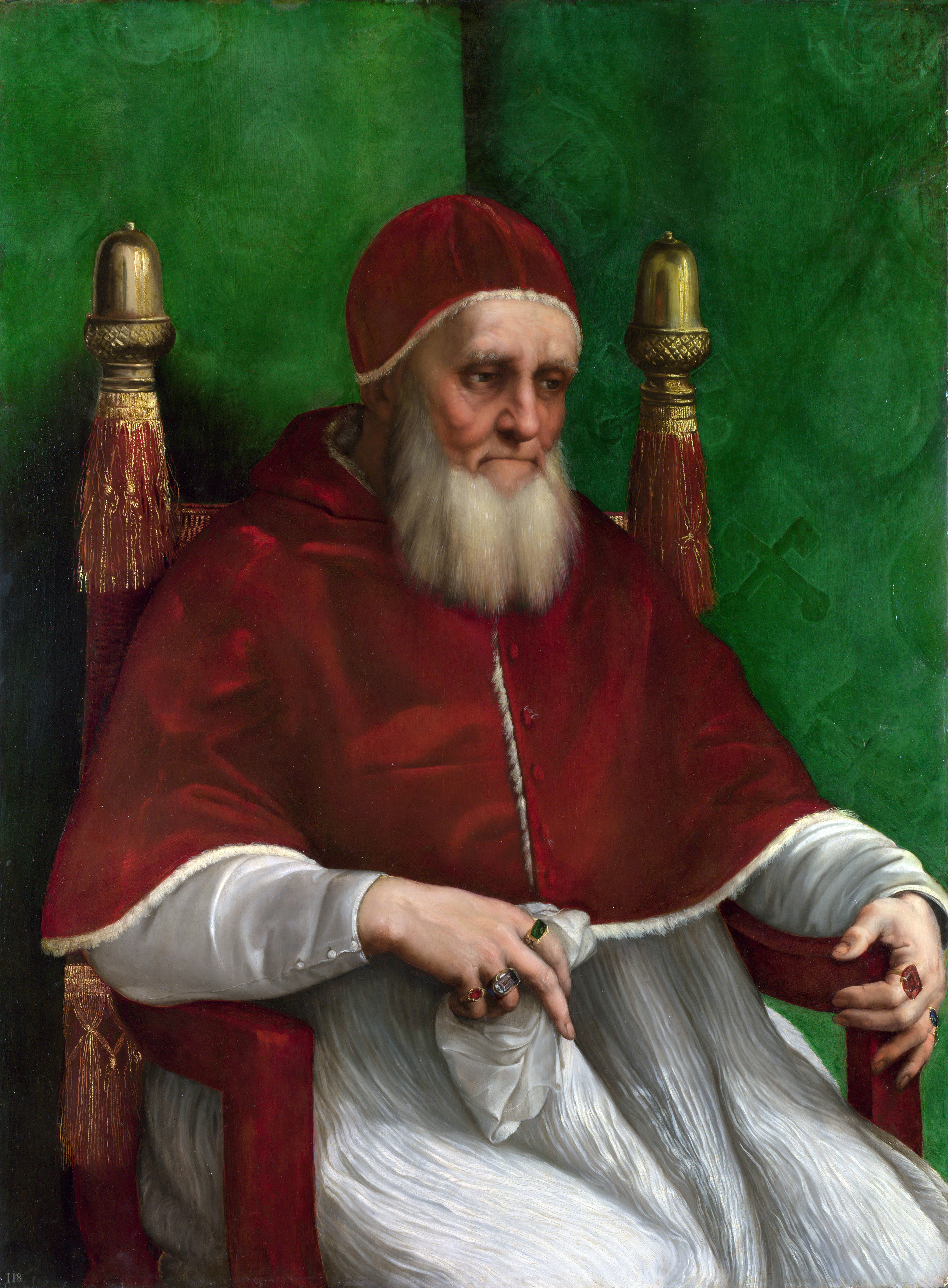
Le pape Jules II.

Cherchant à mettre un frein à l'influence vénitienne en Italie du Nord, le pape Jules II pousse à une campagne commune contre la république. Le 10 décembre 1508, la Ligue de Cambrai, une alliance anti-vénitienne, unit le roi de France Louis XII à l'empereur du Saint-Empire Maximilien Ier et au roi d'Espagne Ferdinand II d'Aragon. Jules II y entre en mars 1509. Le 14 mai, à la bataille d'Agnadel, les Français remportent une victoire décisive contre les forces vénitiennes.

### Revirement de Jules II
La puissance vénitienne est éclipsée. C'est désormais celle des Français qui inquiète Jules II. Il revient à son idée de les chasser d'Italie. En février 1510, il s'allie aux Vénitiens et, en mars, avec le Valaisan Matthieu Schiner, cardinal de Sion, ennemi des Français. Il s'assure par ailleurs la neutralité de Ferdinand II
En juillet, il déclenche les hostilités contre Alphonse Ier, duc de Ferrare, allié de la France. A la mi-août, toute l'Italie du Nord est en état de guerre.

### Riposte de Louis XII
Louis XII réplique d'abord par une campagne de pamphlets qui va durer trois ans. Il porte ensuite la riposte sur le plan ecclésiastique. L’assemblée du clergé de France se réunit à Tours le 17 septembre 1510. Elle réaffirme les libertés gallicanes en renouvelant la Pragmatique Sanction de Bourges, condamne les « crimes », les « erreurs » et les « trahisons » de Jules II, et proclame la supériorité du concile général sur la papauté.
À l'automne 1510, des escarmouches continuent d'opposer les Allemands aux Vénitiens, et les Pontificaux aux troupes du duc de Ferrare. Une proposition de paix de Louis XII et de Maximilien est repoussée par le pape. En mars et avril 1511, les deux souverains tentent à nouveau d'éviter le conflit : leurs envoyés se réunissent à Mantoue. Les Français y font une proposition très modérée, que Jules II réussit à faire repousser. Louis XII décide alors de convoquer un concile pour déposer le pape. Le clergé de France lui accorde un don gratuit de 280 000 livres afin d'aider à l'entreprise. 
Un décret du concile de Constance prévoit la tenue régulière de conciles. Jules II s'est engagé, au moment de son élection, à en convoquer un. Mais il n'a jamais tenu cette promesse. Les représentants du roi de France font appel aux cardinaux francophiles pour qu'ils réunissent un concile général. Les cardinaux ont le droit de le faire, dès lors que le pape s'oppose à la majorité du Sacré Collège.

## Convocation
Le 16 mai 1511, le concile est convoqué à Pise par des cardinaux hostiles à Jules II. Il est présenté comme rendu nécessaire par « la négligence » du pape, 
La citation porte les noms des Espagnols Bernardino López de Carvajal et François Borgia ; des Français Guillaume Briçonnet, René de Prie et Philippe de Luxembourg ; et des Italiens Adrien de Corneto, Federico Sanseverino, Carlo del Carretto et Hippolyte d'Este. Dans ce document, les cardinaux prennent sévèrement à partie Jules II. Ils protestent à l'avance contre toutes les censures qui pourraient les frapper. Ils somment le pape d'accepter la tenue de l'assemblée, d'y assister ou de s'y faire représenter. L'ouverture du concile est fixée au 1er septembre. D'ici là, Jules II ne peut nommer de nouveaux cardinaux, ni promulguer des nominations déjà faites. Il ne peut sanctionner ceux qui adhèrent au concile. Il ne doit pas chercher à empêcher la réunion du concile. Il ne peut ni modifier les statuts, ni aliéner les biens de l'Église.

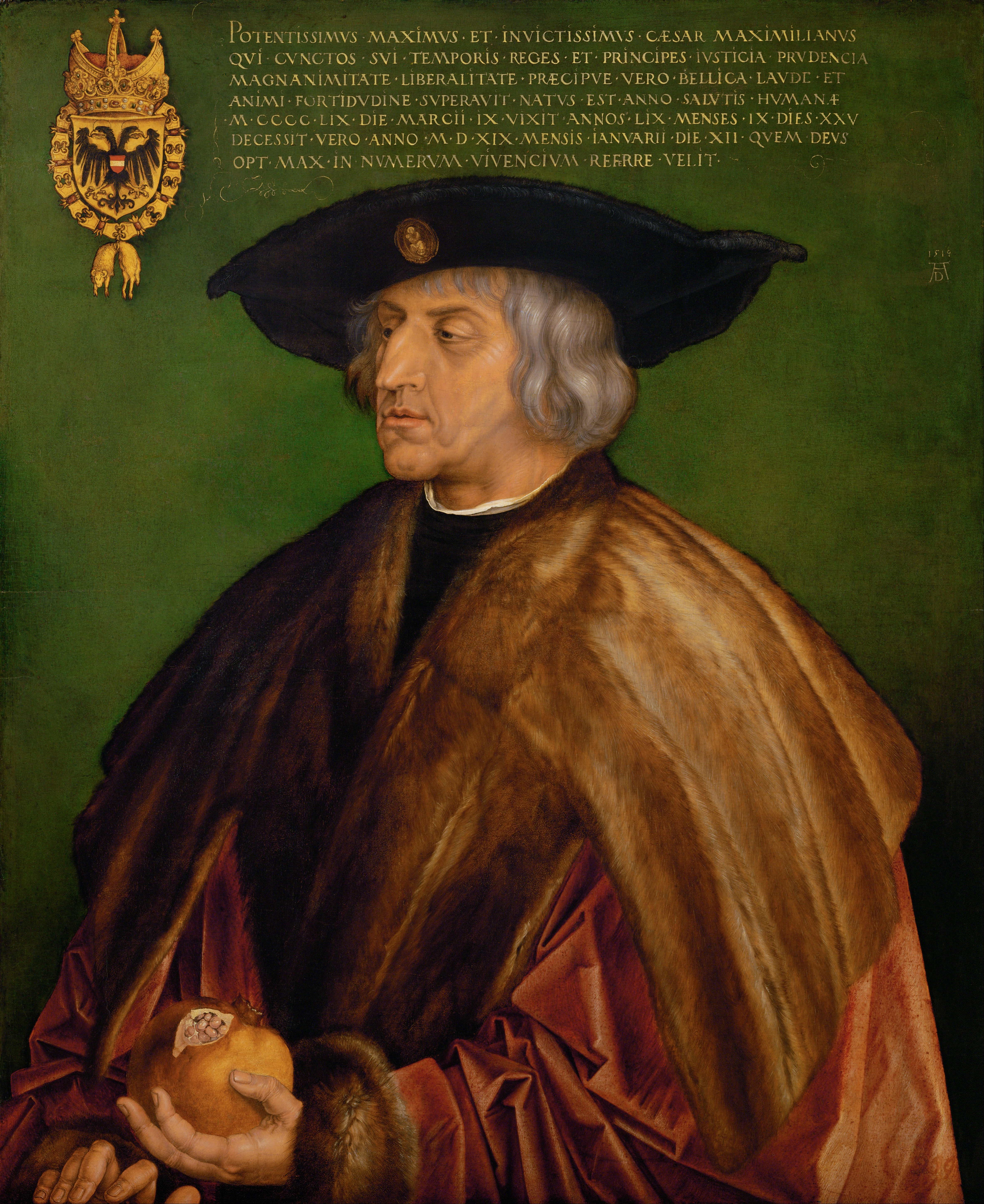
L'empereur romain germanique Maximilien Ier.

Cette convocation est adressée aux cardinaux, aux évêques, aux chapitres, aux universités et aux princes. Elle est diffusée dans toute la chrétienté.
À cette époque, un courant anti-romain agite l'empire. Maximilien souhaite une indépendance financière vis-à-vis de Rome, une situation qui serait pour l'empire comparable à celle de la France depuis la restauration de la Pragmatique Sanction. Surtout, il s'oppose à Jules II en voulant reconstituer la Ligue de Cambrai contre Venise. Enfin, il envisage de devenir pape,,. Il se rallie bientôt aux positions françaises. Il prie les rois de Hongrie et de Pologne de se faire représenter au concile et d'y envoyer leurs prélats.
Louis XII prend Bologne à Jules II le 22 mai 1511. Mais il ne souhaite pas pousser son avantage. Il fait une proposition de paix, où il se dit prêt à renoncer au concile de Pise.

## Réaction de Jules II
Jules II n'apprend la convocation du concile que le 28 mai. L'initiative fait peser sur lui une menace très sérieuse. Il réussit pourtant à sauver cette situation explosive. 
Il publie un mémoire qui réfute certains points de la citation. Il l'accuse notamment de faux, puisqu'elle porte les noms de cardinaux absents. Et, en effet, trois cardinaux protestent qu'on a fait un usage abusif de leur nom : Philippe de Luxembourg, Adrien de Corneto et Carlo del Carretto.
Contraint et forcé, Jules II fulmine la bulle Sacrosanctæ, datée du 18 juillet 1511, qui convoque un concile général à Rome, afin de neutraliser et invalider celui de Pise. Il en fixe la date au 19 avril de l'année suivante. La convocation d'un concile par le pape fait perdre à celui de Pise sa crédibilité.
Le 17 août, Jules II tombe gravement malade. Sa fin semble proche. Tout le monde vit dans l'attente : on pense que cette mort va apporter la paix sans qu'il soit besoin de réunir le concile, convoqué pour le 1er septembre. Le 10, les prélats français sont toujours à Lyon.

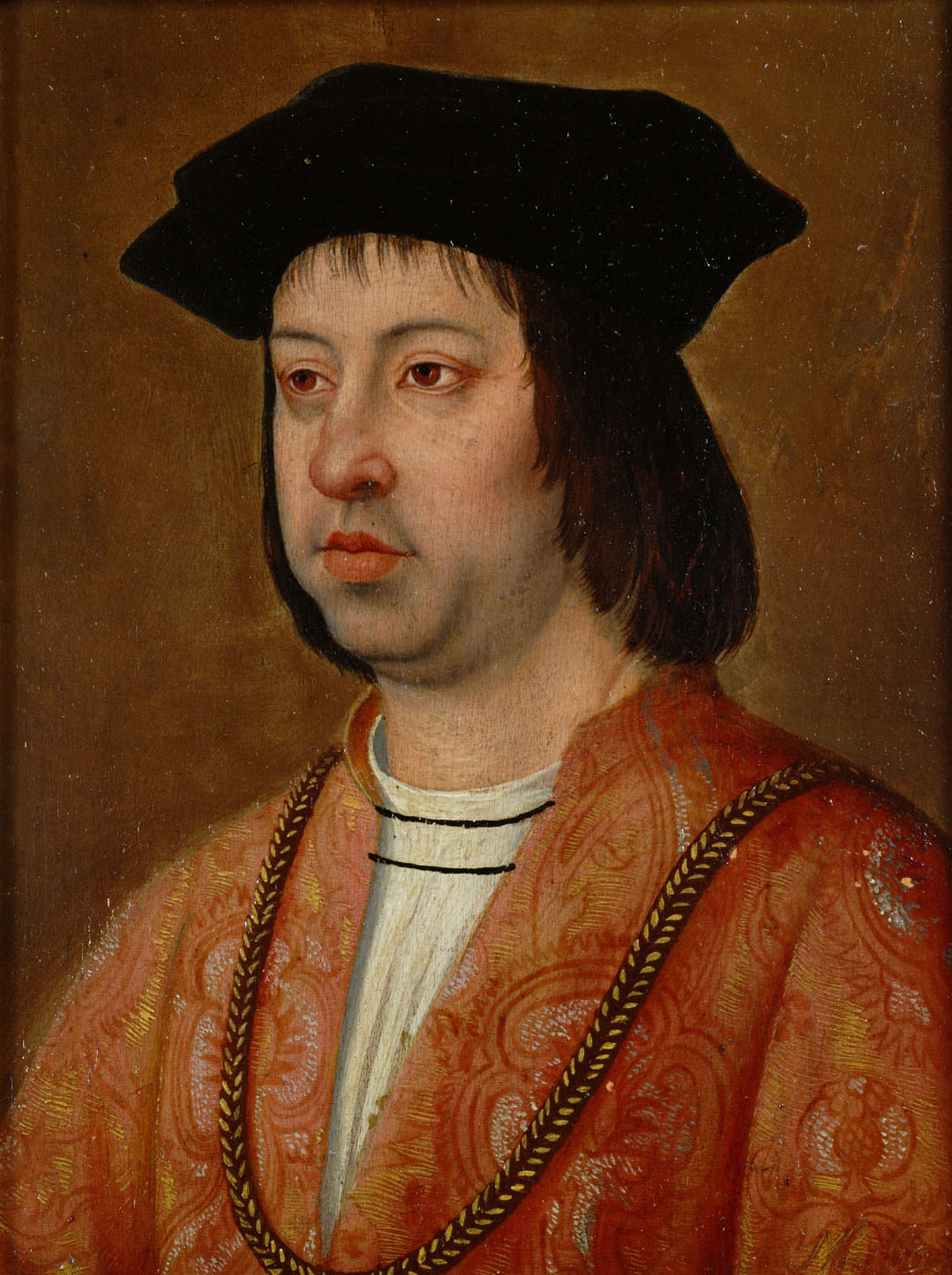
Ferdinand II d'Aragon.

Mais Jules II se rétablit, et se prépare à reprendre les hostilités sur le plan militaire. Le 4 octobre 1511, il forme une coalition contre le roi de France, la Sainte Ligue, en s'alliant à Venise et à Ferdinand II d'Aragon. Henri VIII d'Angleterre et les cantons suisses rejoignent bientôt cette coalition.
Le 24 octobre, le pape excommunie et destitue quatre cardinaux rebelles (Carvajal, Briçonnet, Prie et Borgia) et menace deux autres des mêmes peines (Sanseverino et le Français Amanieu d'Albret). La mesure jette un froid dans le clergé d'Espagne et de l'empire. Maximilien s'éloigne peu à peu de Louis XII, désormais seul soutien des cardinaux schismatiques. Du reste, dans le royaume de France, le concile de Pise est loin de faire l'unanimité : la reine Anne craint qu'il ne porte malheur à l'enfant qu'elle s'apprête à mettre au monde, et le peuple redoute le coût d'une guerre. Partout en Europe, juristes et théologiens débattent de la légitimité de ce concile, dont l'ouverture est finalement reportée au 1er novembre.

## Déroulement
À la mi-octobre, secrétaires et serviteurs des évêques se présentent à Pise, où ils sont très mal accueillis par la population. Les prélats arrivent le 30. Leur protection est assurée par 150 archers, que commande Lautrec. Le 1er novembre, les pères trouvent les portes de la cathédrale barricadées par les chanoines, sur ordre de Jules II. C'est donc dans la petite église Saint-Michel que le concile va s'ouvrir. Deux cardinaux très attendus font défection : Sanseverino et d'Este. Sont présents ce jour-là :
- les cardinaux Carvajal, Briçonnet, Prie et Albret, qui ont les voix de Sanseverino et de François Borgia (lequel mourra trois jours plus tard) ;
- deux archevêques français, François II de Rohan (Lyon) et Tristan de Salazar (Sens) ;
- quatorze évêques français ;
- quatre abbés français ;
- un abbé italien, Zaccaria Ferreri.

Dix observateurs sont présents, ainsi que des assistants, des théologiens et des juristes.
La première session de travail a lieu le 5 novembre. L'assemblée annule les censures de Jules II.
La deuxième session a lieu le 7 novembre. Les pères y proclament les cinq décrets sur lesquels se fonde le concile. Puis ils réfutent les quatre reproches que leur adresse Jules II. Ils déclarent ne pas chercher à empiéter sur sa dignité : ils veulent seulement rétablir le gouvernement des « principaux », pour mettre fin à la toute-puissance du pape.
La population se montre de plus en plus hostile. Le 9 novembre, une sanglante échauffourée oppose Pisans et soldats florentins aux soldats français et aux domestiques des cardinaux.
La troisième session a lieu le 12 novembre. Les pères savent qu'il devient urgent de remédier aux maux qui affligent l'Église ; qu'il est nécessaire de renouveler un clergé aux mœurs relâchées et à la formation doctrinale insuffisante ; qu'il faut mettre fin à la corruption, notamment dans la curie romaine… Ils proclament leur résolution de ne pas se séparer avant que l'Église ne soit réformée dans sa foi et dans ses mœurs. Et ils confirment les décrets du concile de Constance selon lesquels l'autorité des conciles généraux prime celle du pape.
Ne se sentant pas en sécurité à Pise, ils jugent prudent de transférer le concile à Milan, où la quatrième session est convoquée pour le 13 décembre. Les prélats irréductibles y arrivent le 7. Malgré la présence des troupes françaises, ils y reçoivent un accueil aussi hostile qu'à Pise. La quatrième session n'a lieu que le 4 janvier 1512. L'assemblée y suspend Jules II, pour divers motifs, comme la sodomie.

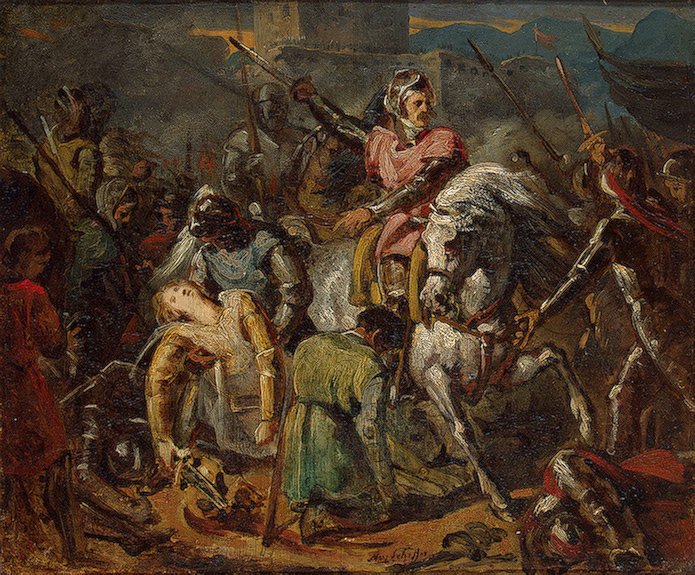
Mort de Gaston de Foix à la bataille de Ravenne.

À la fin de janvier, les troupes de la Sainte Ligue entrent en campagne et, le 30, Jules II destitue le cardinal Sanseverino, qui ne siège pas au concile, mais qui refuse de se rallier au pape. Louis XII, de son côté, est déterminé à détrôner Jules II. Il a un tout jeune général remarquable, son neveu, Gaston de Foix, qui dégage Bologne et Brescia et qui, le 11 avril, écrase les Espagnols devant Ravenne. Il trouve la mort ce jour-là. Le cardinal Sanseverino a assisté à la bataille en tant que légat du concile. Dans sa hâte de marcher sur Rome pour détrôner Jules II, il ne cesse de se quereller avec La Palice, qui succède à Gaston de Foix. La Palice, n'ayant pas d'ordres de Louis XII, s'attarde trop à Ravenne.
Toute la Romagne est bientôt aux mains des Français. La nouvelle de la défaite arrive à Rome le 14 avril, assortie de rumeurs d'interventions surnaturelles qui donnent à penser que Dieu a choisi son camp. C'est l'affolement général dans la ville. Jules II envisage de fuir. Mais, le lendemain, il apprend la mort de Gaston de Foix, et le désordre dans lequel cette mort a jeté le camp français. Il se ressaisit.
La septième session du concile de Pise-Milan a lieu le 19 avril. La huitième a lieu le 21. Les pères y exhortent « tout le peuple chrétien » à ne plus reconnaître Jules II. Ils interdisent qu'on lui obéisse, car il est « perturbateur de concile, contumace et auteur de schisme ». Ils votent sa déposition. 
Le concile général convoqué par Jules II s'ouvre quant à lui le 3 mai, au palais du Latran. C'est le cinquième concile du Latran. Il condamne avec véhémence le « conciliabule » de Pise-Milan. Après les deux premières sessions, Maximilien, sans adhérer à la Sainte Ligue, conclut avec le pape un accord : il autorise le passage sur ses terres de renforts suisses envoyés contre Louis XII. Les cinq sessions tenues du vivant de Jules II vont être principalement consacrées à promulguer des décrets contre le concile de Pise et la Pragmatique Sanction de Bourges.
Le 4 juin, les pères du concile schismatique transfèrent leur assemblée à Asti, où ils ne se sentent pas plus en sécurité qu'à Milan.
La Palice est incapable de s'imposer face aux quatre armées qui le menacent. L'affaire tourne au désastre. En deux mois et demi, Louis XII perd tout le fruit de la victoire de Ravenne. Le 28 juin, La Palice se retire jusqu'aux Alpes, entraînant dans sa fuite les pères du concile schismatique.
Ces derniers se replient sur Lyon. Louis XII accepte la destitution de Jules II qu'ils ont prononcée. Il la fait enregistrer au parlement. Les pères se dispersent, sans avoir procédé à la clôture officielle du concile.

## Suites
Jules II triomphe. Le 3 décembre, jour d'ouverture de la troisième session, Maximilien se rallie solennellement au concile du Latran. Son représentant, le cardinal Mathieu Lang, lit en son nom une déclaration condamnant le concile de Pise. La séance se clôt sur la lecture d'une bulle du pape annulant une nouvelle fois tous les actes du concile de Pise et mettant la France en interdit. Lors de la cinquième session, réunie le 16 février 1513, la Pragmatique Sanction est condamnée. Jules II meurt le 21.
Le 18 décembre 1513, Louis XII désavoue le concile de Pise et rallie les thèses de celui du Latran. En 1517, le concile du Latran déclare nulles et non avenues les résolutions prises lors du concile de Pise. Les prélats y ayant participé sont contraints de présenter leurs excuses au pape.